# Afonso Gonçalves Baldaia
Afonso Gonçalves Baldaia (fl. XV secolo) è stato un esploratore e navigatore portoghese. Esplorò gran parte della costa del Sahara Occidentale nel 1435–1436 per conto del principe portoghese Enrico il Navigatore. Successivamente divenne uno dei primi coloni dell'isola di Terceira nelle Azzorre.

## Biografia
Si sa quasi nulla delle origini e della storia familiare di Afonso Gonçalves Baldaia. Si dice che sia la prima persona con quel cognome nei registri portoghesi, e quindi è probabile che provenga da una famiglia di origine straniera. È noto che prestò servizio come coppiere (copeiro) nella casa del principe portoghese Enrico il Navigatore.

### Prima spedizione
Nel 1434 (o 1433), uno degli scudieri del principe Enrico, Gil Eanes, superò Capo Bojador, la barriera fisica e psicologica che i marinai europei avevano a lungo considerato il non plus ultra della navigazione. Nel viaggio successivo del 1435, Enrico il Navigatore inviò di nuovo Eanes, questa volta accompagnato da una seconda nave, un barinel comandato da Afonso Gonçalves Baldaia, con l'incarico di esplorare la costa oltre Bojador.
Ci sono poche informazioni sul barinel, se non che si trattava di una nave nuova, con scafo profondo e due alberi, a vela e a remi, più grande della barca a un solo albero di Eanes e progettata appositamente per l'esplorazione costiera (e quindi potrebbe già aver avuto una vela latina nell'albero di mezzana). A differenza di Eanes, non ci sono indicazioni che Baldaia avesse esperienze precedenti in ambito marittimo.
Eanes e Baldaia arrivarono fino a sud, a Angra dos Ruivos (Baia dei Garnet), così chiamata per gli scogli di pesce rosso (ruivo) che trovarono lì, circa 50 leghe (250 km) a sud di Capo Bojador. Navigando principalmente lungo la costa largamente deserta del Sahara Occidentale, Eanes e Baldaia videro alcune tracce di presenza umana - impronte di uomini e cammelli - ma non incontrarono nessuno durante questa spedizione.
- Angra dos Ruivos (Garnet Bay) 24°40′N 14°56′W

### Seconda spedizione
```
Template:Location map+
```

Nel 1436 Baldaia partì di nuovo con il suo barinel, questa volta da solo, con l'incarico di trovare e riportare un abitante locale. Un paio di cavalli furono imbarcati, nel caso fosse stato necessario inseguirlo.
Ancorando a Angra dos Cavallos (intorno a Punta Elbow), la spedizione di Baldaia avvistò un gruppo di nativi a distanza e inviò una squadra a inseguirli, ma senza successo. Proseguendo verso sud, Baldaia scoprì un'insenatura costiera che chiamò Rio do Ouro (intorno all'odierna Dakhla, Sahara Occidentale), immaginando che fosse la foce del leggendario 'Fiume dell'Oro' di cui parlavano i mercanti trans-sahariani (probabilmente un riferimento al Fiume Senegal, che arrivava fino all'Impero del Mali).
Mentre era ancorato al Rio do Ouro, l'equipaggio di Baldaia si fermò per cacciar foche monache che si riposavano su quella porzione di costa, caricando la nave con una partita di pellicce di foca e olio.
Da lì, Baldaia proseguì ulteriormente verso sud, attraversando il Tropico del Cancro (probabilmente la prima traversata di quella latitudine da parte di un europeo) e raggiungendo Pedra da Galé (Punta Galha, un'isola a forma di galea al largo di Capo Barbas). Non trovando nulla lì se non delle reti da pesca abbandonate, Baldaia fece marcia indietro. In totale, Baldaia navigò circa 125 miglia a sud rispetto al punto più lontano dell'anno precedente.
Deluso dalla costa scarsamente popolata segnalata da Baldaia, Principe Enrico non inviò altre spedizioni per i successivi anni. Fu solo nel 1441 che Enrico il Navigatore decise di dare seguito alla missione e inviò due navi, prototipi della nuova caravella a vela latina – una sotto il comando di Antão Gonçalves per tornare al Rio do Ouro e intraprendere un'altra caccia alle foche, e l'altra sotto Nuno Tristão, per esplorare oltre il punto più lontano raggiunto da Baldaia, Pedra da Galé.
- Angra dos Cavallos (Point Elbow) 24°04′N 15°35′W
- Rio do Ouro 23°39′N 16°00′W
- Pedra da Galé (Galha Point) 22°12′36″N 16°48′00″W

### Ultimi anni
Dopo che Baldaia tornò in Portogallo, si sa poco altro su di lui. Sappiamo che, su richiesta del Principe Enrico, Baldaia fu nominato dal Re Edoardo del Portogallo con l'incarico di almoxarife (esattore delle dogane) nella città di Porto. Abbiamo conferma che continuò a ricoprire quella posizione almeno fino al 13 ottobre 1442. Sentiamo parlare del suo successore in quella posizione solo nel 1451.
Si ritiene comunemente che Afonso Gonçalves Baldaia, l'esploratore henricano, sia la stessa persona di Afonso Gonçalves de Antona Baldaia, un colono azzorriano, sebbene non ci siano documenti che lo confermino. Quest'ultimo Baldaia emerse intorno al 1450 in relazione con il colono fiammingo Jacopo di Bruges, che convinse il Baldaia appena vedovo a trasferirsi nelle Azzorre, come uno dei coloni iniziali dell'Isola di Terceira. Baldaia eresse una residenza e una chiesa ad Angra do Heroísmo. Nel 1474 Baldaia si ritirò a Villa da Praia e donò le sue terre di Angra all'Ordine dei Francescani. La sua casa padronale divenne una casa capitolare francescana e successivamente un liceo, mentre la sua chiesa sarebbe stata ingrandita per diventare la chiesa di Nossa Senhora da Guia. Baldaia morì nel 1481. I discendenti di Baldaia continuarono ad essere figure di spicco nella società azzorriana.
Afonso Gonçalves Baldaia è uno dei navigatori raffigurati nel Padrão dos Descobrimentos del 1960 a Lisbona.